# José Martín de Aldehuela

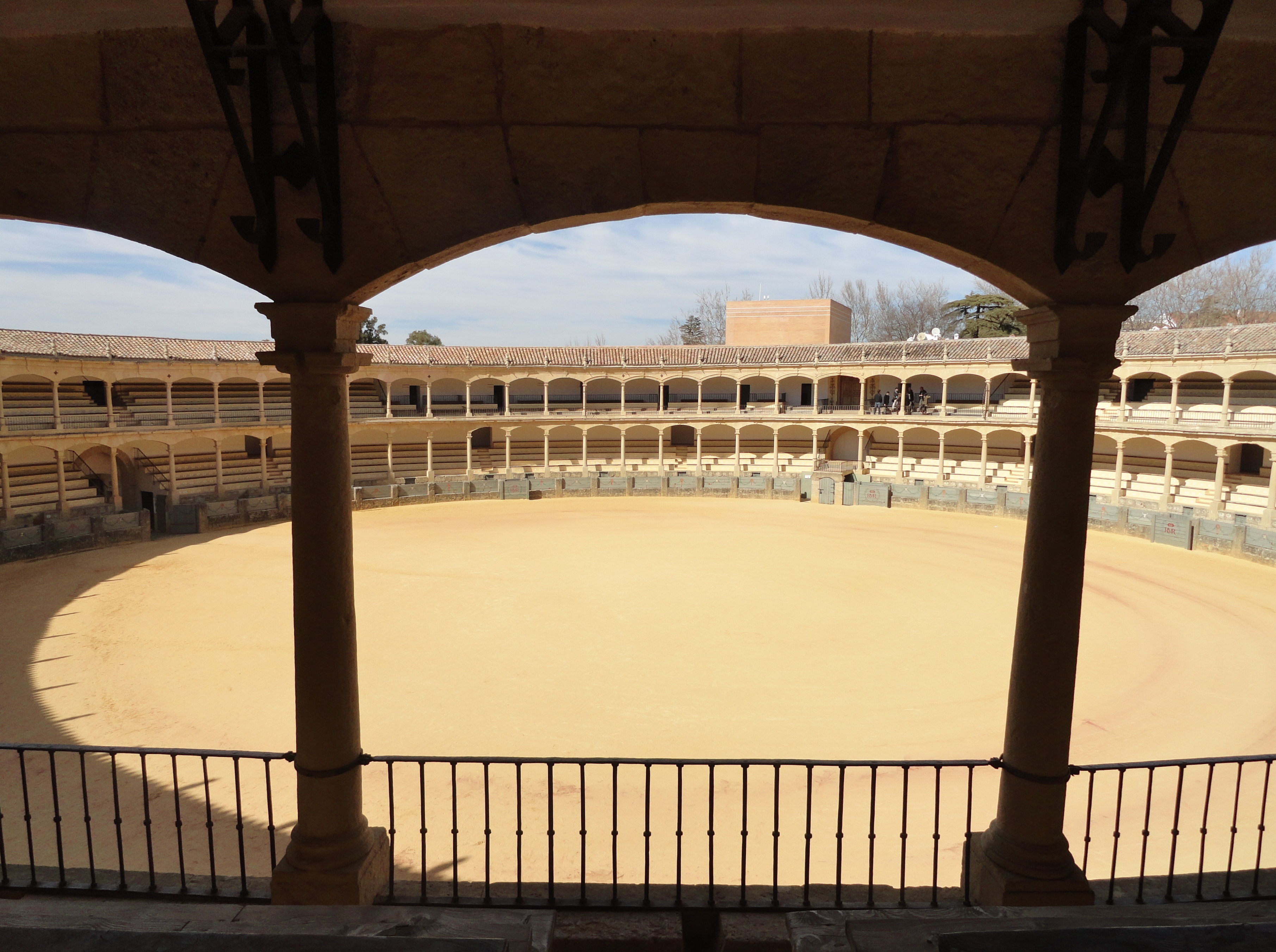
Plaza de Toros de Ronda

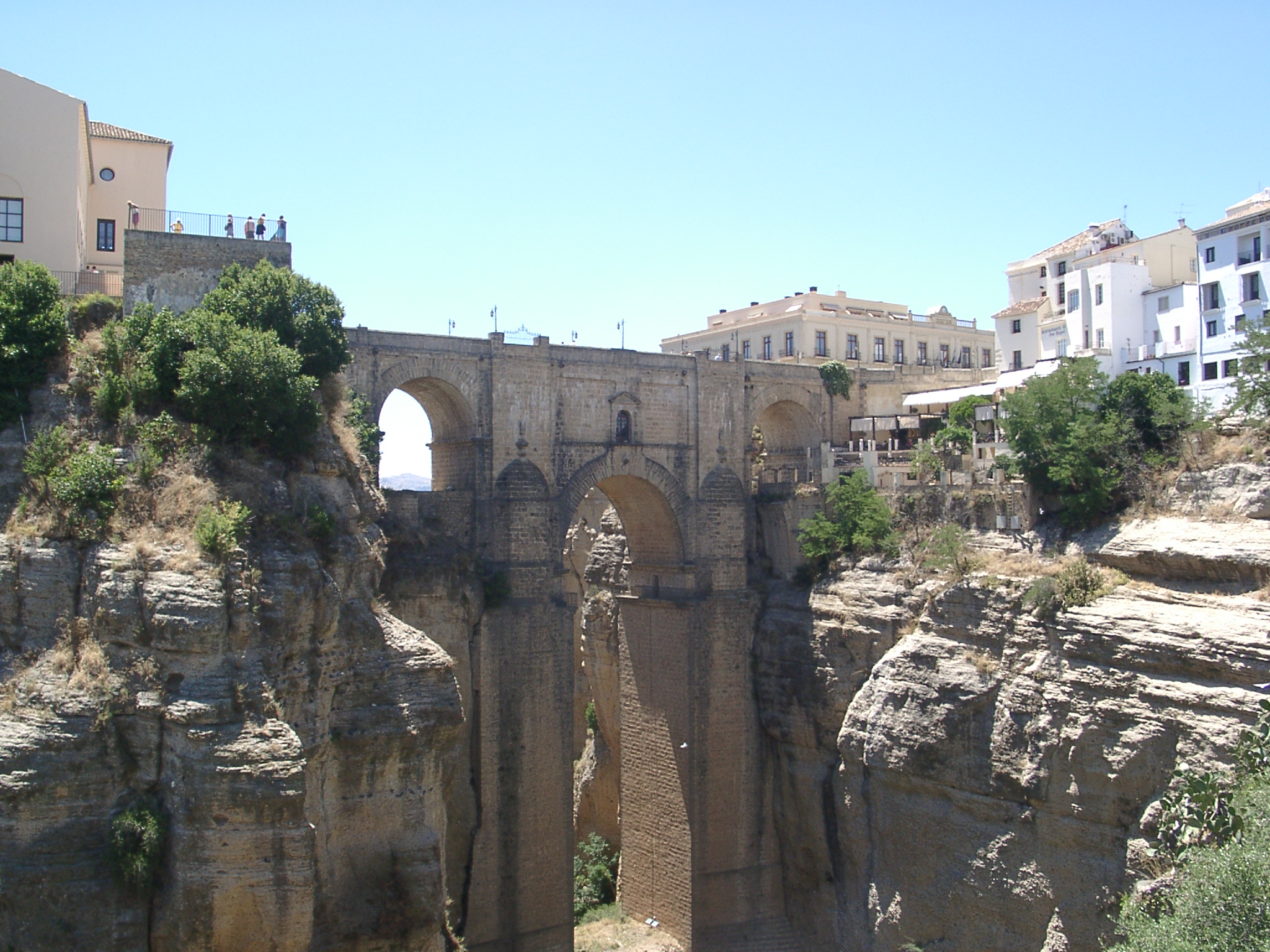
Puente Nuevo, Ronda

José Martín de Aldehuela (* 5. November 1729 in Manzanera, Provinz Teruel, Aragonien; † 7. September 1802 in Málaga) war ein spanischer Architekt und Baumeister.
Einige der seiner bedeutendsten Bauten sind die Plaza de Toros  in Ronda, Spanien und eine Wasserversorgung in Málaga, die als Aquädukt von San Telmo bekannt wurde. Die Bauzeit dieses Projekts verlängerte sich aus finanziellen Schwierigkeiten des Auftraggebers.
Sein wohl größtes Meisterwerk ist die Neue Brücke in Ronda über die Tajo-Schlucht. Ihr Bau dauerte rund 40 Jahre. Sie war so beeindruckend, dass sich einigen Quellen zufolge der Meister kurz nach Fertigstellung von der Brücke stürzte, weil er glaubte, ein solches Bauwerk nie wieder bauen zu können. Fest steht, dass er 1802 in Málaga starb, wo er zuvor weitere Bauwerke schuf.